# Parque Chacabuco
Parque Chacabuco è un barrio della città di Buenos Aires. Ha 39.473 abitanti per una superficie di 2,4 km².
Prende il nome dal suo parco, in ricordo della battaglia di Chacabuco, combattuta nel 1817 durante la guerra d'indipendenza cilena. Fino al XIX secolo era presente la "Gunpowder Factory", però a causa di un'esplosione, l'impianto è completamente distrutto. Il quartiere ospita la plaza Enrique Santos Discépolo.